# 李文阁
李文阁（1967年—），内蒙古呼和浩特市人，蒙古族，中华人民共和国政治人物、第十一届全国人民代表大会内蒙古地区代表。
呼和浩特市土默特中学毕业，保送于北京大学力学专业。加入中共，担任内蒙古呼和浩特市土默特中学校长。2008年起担任全国人大代表。